# Великая мечеть Кано
Великая мечеть Кано (англ. Great Mosque of Kano) — мечеть в административном центре штата Кано и втором по численности населения городе Нигерии. Мечеть расположена в районе Мандавари.

## История
Великая мечеть Кано является старейшей мечетью в Нигерии и была построена для султана Мухаммада Румфы в XV веке. Сделана из глины и имеет башни. До правления Мухаммада Румфы центральная мечеть Султаната Кано располагалась в двух возможных местах. Первое возможное место: квартал Шарифаи, населённый потомками берберского учёного XV века Мухаммада аль-Магили. Второе возможное место: квартал Ян-Дойя, населйнный мусульманами-вангара из империи Мали.
В 1582 году мечеть перенесена на новое место султаном Мухаммадом Заки и перестроена в середине XIX века эмиром Абдуллахи. После джихада Фулани эмир Сулейману, который считался имамом Кано, и сам проводил пятничные молитвы в мечети. Последующие эмиры делегировали полномочия назначенному имаму.
Мечеть была разрушена в 1950-х годах и восстановлена благодаря финансовой помощи Великобритании.

### Беспорядки в Кано 1980 года
В декабре 1980 года сторонники религиозного деятеля Мухаммада Марвы, известные как Ян-Тацин, начали нападать на посетителей мечети во время пятничных молитв, пытаясь захватить контроль над мечетью. Конфликт продолжался в течение одиннадцати дней, сначала власти пытались его подавить с помощью полиции, а затем пришлось привлекать и армию. Интенсивное противостояние завершилось только после того, как были убиты Мухаммад Марва и его сторонники. Официальное число погибших превысило 4000 человек, хотя другие источники указывают на большее количество.